# Anders Winnerskjold
Anders Winnerskjold, né le 27 septembre 1992 à Aarhus (Danemark), est un homme politique danois, membre de la Social-démocratie et maire d'Aarhus depuis 2024.

## Biographie
Anders Winnerskjold est diplômé en sciences politiques à l'université d'Aarhus en 2020. Il est engagé au sein de la Social-démocratie dès ses 13 ans, et préside la branche locale d'Aarhus du mouvement de jeunesse du parti de 2015 à 2017.
Il est élu conseiller municipal d'Aarhus pour la première fois lors des élections municipales de novembre 2017. Il est réélu pour un second mandat lors des élections municipales de novembre 2021, lors desquelles il obtient le deuxième plus grand nombre de votes personnels parmi les candidats sociaux-démocrates, devancé seulement par le maire Jacob Bundsgaard. Après le scrutin, il devient conseiller municipal chargé des affaires sociales et de l'emploi, devenant ainsi à 29 ans le plus jeune membre de l'exécutif municipal de l'histoire de la commune, et étant alors présenté comme le "prince héritier" du maire social-démocrate par la presse locale.
En décembre 2023, il est au cœur du projet de la commune contre la criminalité familiale organisée, qui prévoit notamment un renforcement de la coopération entre les services municipaux et la police, ainsi qu'une diminution des aides sociales attribuées à des familles non-coopératives.
En septembre 2024, il se retrouve au centre d'une controverse après avoir publiquement désapprouvé les propos d’un employé municipal exprimant sa tristesse face à la mort d’un dirigeant du Hamas, maintenant sa position malgré une enquête de sa propre administration concluant à l'absence de motif de sanction disciplinaire.
En octobre 2024, il est désigné par les sociaux-démocrates pour remplacer Jacob Bundsgaard comme maire, après que ce dernier ait annoncé son intention de démissionner en cours de mandat. Il prend ses fontions le 6 novembre, devenant donc à 32 ans le plus jeune maire de l'histoire de la commune.